# 彎齒跳岩䲁
彎齒跳岩䲁（學名：Petroscirtes ancylodon），為輻鰭魚綱鳚形目䲁科跳岩䲁屬的一種，分布於西印度洋紅海北部至波斯灣海域，自1989年以來，偶爾出現在地中海東部，特別是在伊斯肯德倫灣附近的黎凡特水域，這可能是由於它們通過蘇伊士運河遷徙而來，背鰭硬棘10-11枚、背鰭軟條17-19枚、臀鰭硬棘2枚、臀鰭軟條17-19枚，體長可達11.5公分，棲息在水淺的海草床，雌魚產附著性卵，雄魚有護卵行為，幼魚為浮游性，生活習性不明。